# Administrativna podjela Danske
Kraljevina Danska je od 2007. godine dobila novu, upravno-područnu podjelu države na dvije razine. Time je Danska podijeljena na 5 pokrajina, kao područnih jedinica prvog reda. Pokrajine se dalje dijele na općine, kao područne jedinice drugog reda. U okviru date podjele nisu uključeni Farski otoci i Grenland, koji imaju veliki stupanj autonomije, pa se obično posebno računaju.

## Povijest
Dana 1. siječnja 2007. godine provedena je nova upravna podjela Danske u skladu s težnjom ka smanjenju uprave i činovništva. Tada je Danska dobila 5 pokrajina (dan. regioner) umjesto dotad tradicionalnih 16 okruga (dan. amter). Kotari su bili vrlo stara tvorevina u Danskoj, s korijenima još od 1747. godine. Istom mjerom iz 2007. godine smanjen je i broj općina (dan. kommuner) s 270 na 98.

## Regije
| Regija            | Administrativni centar | Karta |
| ----------------- | ---------------------- | ----- |
| Sjeverni Jutland  | Aalborg                |       |
| Središnji Jylland | Viborg                 |       |
| Južna Danska      | Vejle                  |       |
| Zeland            | Sorø                   |       |
| Hovedstaden       | Hillerød               |       |

### Karte
- Općine danske